# Jan Motl
Jan Motl (* 2. listopadu 1932 Sedliště) byl český a československý politik KSČ, za normalizace ministr - předseda Výboru lidové kontroly ČSR a ministr bez portfeje České socialistické republiky.

## Biografie
Vystudoval gymnázium a v letech 1951–1952 pracoval jako pomocný dělník v národním podniku Sublima. V letech 1952–1957 vystudoval VŠE Praha. V období let 1957–1959 pak působil na postu ekonoma v podniku Konstruktiva Praha. Mezi roky 1959 a 1966 pracoval na ministerstvu financí jako vedoucí oddělení, pak v letech 1966–1968 jako ekonom v Státní komisi pro finance, ceny a mzdy. Od roku 1968 do roku 1972 byl pracovníkem ministerstva práce a sociálních věcí, kde působil na pozici vedoucího oddělení mezd. Od roku 1972 byl pracovníkem aparátu Ústředního výboru Komunistické strany Československa, nejprve jako politický pracovník, později konzultant a vedoucí odboru. V roce 1982 se stal zástupcem vedoucího ekonomického oddělení ÚV KSČ. Byl aktivní i na nižších úrovních KSČ, jako předseda ZO KSČ. Absolvoval tříměsíční kurz na Vysoké škole ústředního výboru Komunistické strany Československa. Bylo mu uděleno Vyznamenání Za vynikající práci a Řád práce. V listopadu 1988 se stal kooptací členem Ústřední kontrolní a revizní komise KSČ. V období listopad 1988 – 1989 byl rovněž členem Komise pro kontrolní a revizní činnost KSČ v ČSR.
V červnu 1986 byl jmenován členem české vlády Josefa Korčáka, Ladislava Adamce a Františka Pitry jako ministr – předseda Výboru lidové kontroly ČSR. V dubnu 1988 se navíc stal ministrem bez portfeje. Na obou postech setrval do prosince 1989.